# Frédéric Brun (cyclisme, 1957)
Pour les articles homonymes, voir Frédéric Brun et Brun.
Frédéric Brun est un coureur cycliste français, né le 15 septembre 1957 à Ribérac.

## Biographie
Professionnel de 1979 à 1991, il remporta comme seule victoire durant sa carrière le Grand Prix de Plumelec. Une deuxième victoire avec le Bol d'or des Monédières en Corrèze.
Il participa à neuf Tours de France. Il fut au cours de sa carrière l'un des coéquipiers de Jean-René Bernaudeau, Gilbert Duclos-Lassalle, Éric Boyer, Pascal Simon, Ronan Pensec et Charly Mottet. Lors de sa neuvième participation, il voit son coéquipier Thierry Claveyrolat remporter le classement de la montagne.

## Palmarès

### Palmarès amateur
- Amateur
  - 1972-1978 : 30 victoires
- 1977
  - Grand Prix de Saint-Bonnet-Briance
  - 2e du Grand Prix de France
- 1978
  - Grand Prix de Saint-Bonnet-Briance
  - 2e du Circuit boussaquin

### Palmarès professionnel
- 1981
  - 3e des Boucles des Flandres
- 1982 
  - 2e de Châteauroux-Limoges
- 1983
  - 10e de Paris-Nice
- 1986 
  - 4eb étape de Paris-Nice (contre-la-montre par équipes)
- 1987
  - 3e du Grand Prix de Plouay
- 1988
  - Grand Prix de Plumelec

## Résultats sur les grands tours

### Tour de France
9 participations
- 1980 : 75e
- 1982 : 66e
- 1983 : 78e
- 1984 : 89e
- 1985 : 134e
- 1986 : 107e
- 1987 : 92e
- 1988 : 81e
- 1990 : 91e

### Tour d'Italie
1 participation
- 1990 : 57e

### Tour d'Espagne
2 participations
- 1985 : 98e
- 1991 : 63e